# Nancy (ca sĩ)
Đây là một tên người Triều Tiên, họ là Lee.

Inyeon Entertainment (2025-nay)
Nancy Jewel McDonie (tiếng Hàn: Lee Geu-ru hay Lee Seung-ri, Hán-Việt: Lý Thừa Lễ; sinh ngày 13 tháng 4 năm 2000) là một nữ ca sĩ, vũ công, diễn viên, MC người Mỹ gốc Hàn Quốc. Cô từng là thành viên của nhóm nhạc Hàn Quốc Momoland do Công ty MLD Entertainment thành lập và quản lý.

## Tiểu sử và Sự nghiệp
Nancy sinh ra trong một gia đình gia giáo và tri thức: Cha cô, Ông Richard Jewel McDonie là một cựu quân nhân người Mỹ còn Mẹ cô, Bà Lee Myeung-joo là một giáo viên Violin người Hàn Quốcngoài ra cô còn có một người chị gái tên là Brenda Lee McDonie. Cô sinh ra tại Hàn Quốc, sau đó chuyển tới sống tại Ireland cho đến hết năm 2002 rồi tiếp tục chuyển tới sống tại Seattle, Hoa Kỳ cho đến hết năm 2008. Năm 2009 cô trở về Hàn Quốc để nhập học và theo đuổi ước mơ trở thành ca sĩ của mình. Sau này cô đăng ký tham gia vào Show truyền hình Finding Momoland và được chọn để trở thành thành viên chính thức của nhóm nhạc nổi tiếng Momoland do Công ty MLD Entertainment thành lập và quản lý. Năm 2016 cô chính thức ra mắt khán giả với vai trò hát chính kiêm gương mặt đại diện nhóm.

## Âm nhạc

### Album
1. Popular Music Crush Part 2
- Ngày phát hành: 27/11/2016
- Ca sĩ: Nancy, Galaxy, Infant, Na Young, Sanctuary
- Danh sách phát: Taxi

## Phim và Chương trình truyền hình

### Buổi trình diễn
- "Sound of Music"
- "High School Musical"

### Chương trình truyền hình
- EBS "Hangul train bubble"
- tvN " Korea Gad Talent "
- Tooniverse " Since the show - Season 2 ~ 5"
- MBC " three wheels "
- EBS "Let's make it"
- EBS "youth real experience sweat"
- Tooniverse "School of Trouble - Season 2"
- KBS "Star Friends"
- Tooniverse "Kim Gu-ra Kim Dong-hyun's Kim Bu-ja show"
- Tooniverse, Ongamenet "island of Ireland Carrick wishes."
- JTBC " Yoo Shaw "
- Mnet "Searching for SURVIVAL MOMOLAND"
- K-STAR "Idol performance confrontation I learn"
- Arirang TV " Pops in Seoul " - VJ (với Daisy của Momoland)

### Phim truyền hình
- MBC "Dae Jang Geum Is Watching" (tập 1) - Cameo (với Hyebin, Daisy, JooE của Momoland)

## Hình ảnh

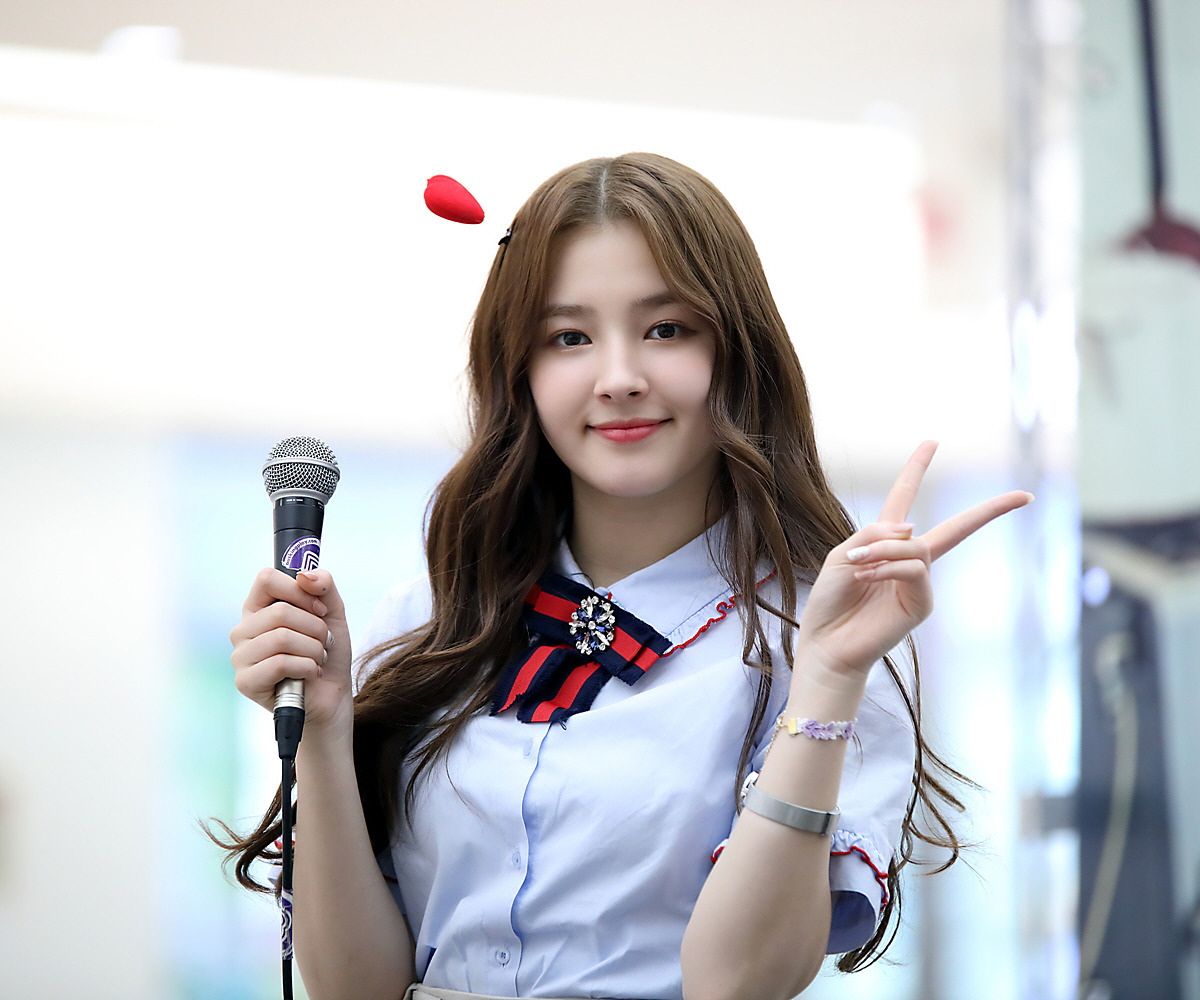
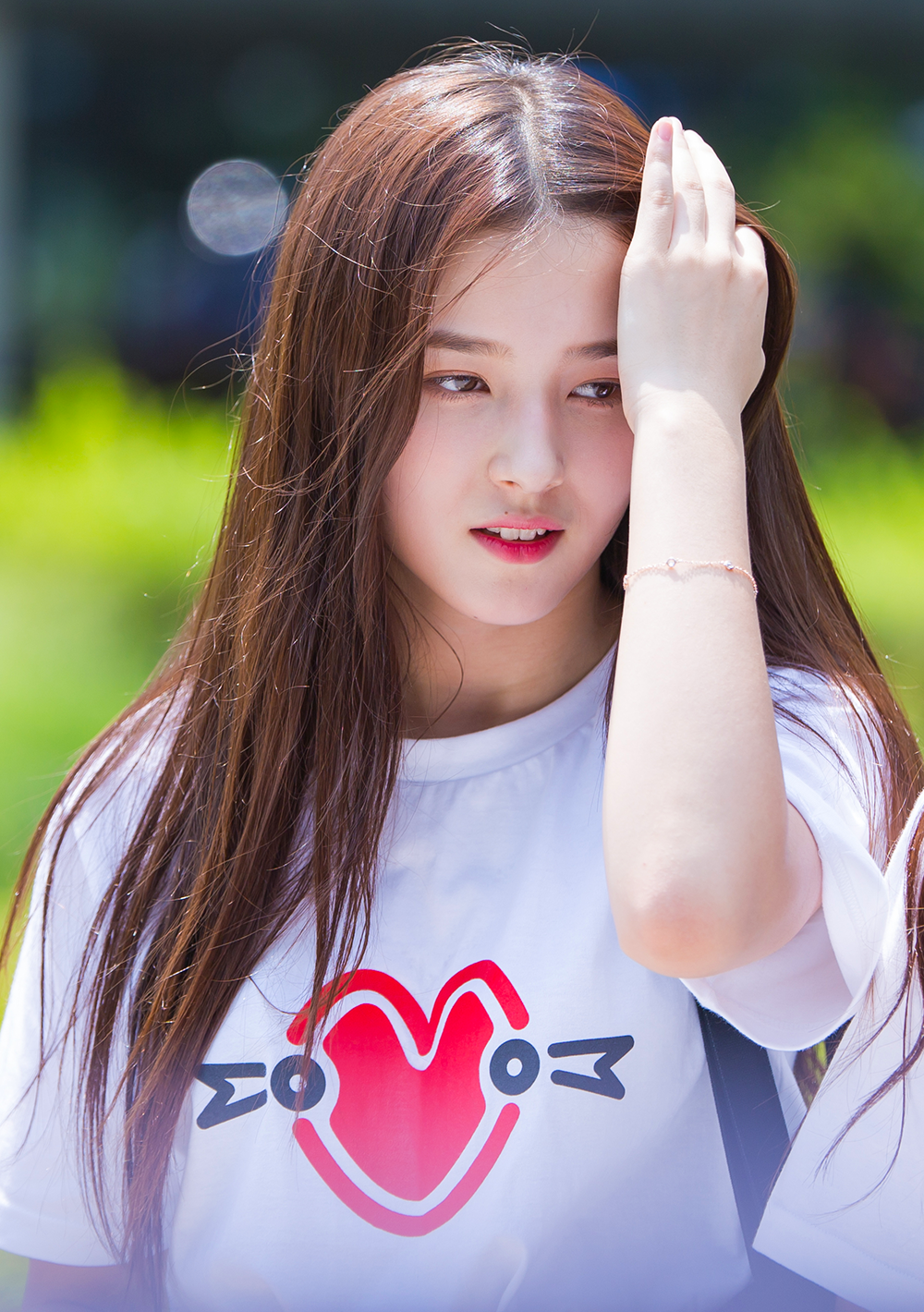